# XVe gouvernement constitutionnel portugais
République portugaise
XIVe constitutionnel XVIe constitutionnel
Le XVe gouvernement constitutionnel portugais (XV Governo Constitucional de Portugal) est le gouvernement de la République portugaise entre le 6 avril 2002 et le 17 juillet 2004, durant la neuvième législature de l'Assemblée de la République.

## Coalition et historique
Dirigé par le nouveau Premier ministre conservateur José Manuel Durão Barroso, ancien ministre des Affaires étrangères, il est formé d'une coalition de centre droit entre le Parti social-démocrate (PPD/PSD) et le Parti populaire (CDS/PP), qui disposent ensemble de 119 députés sur 230 à l'Assemblée de la République, soit 51,7 % des sièges.
Il a été nommé après les élections législatives anticipées du 17 mars 2002 et succède au XIVe gouvernement constitutionnel, du socialiste António Guterres et formé par le seul Parti socialiste (PS). À la suite de la nomination de Barroso comme président de la Commission européenne, la coalition forme le XVIe gouvernement constitutionnel, sous l'autorité de Pedro Santana Lopes.

## Composition

### Initiale (6 avril 2002)
| Portefeuille                                                              | Titulaire | Titulaire                   | Parti   |
| ------------------------------------------------------------------------- | --------- | --------------------------- | ------- |
| Premier ministre                                                          |           | José Manuel Durão Barroso   | PPD/PSD |
| Ministre d'État Ministre des Finances                                     |           | Manuela Ferreira Leite      | PPD/PSD |
| Ministre d'État Ministre de la Défense nationale                          |           | Paulo Portas                | CDS-PP  |
| Ministre des Affaires étrangères et des Communautés portugaises           |           | António Martins da Cruz     | PPD/PSD |
| Ministre de l'Intérieur                                                   |           | António Figueiredo Lopes    | PPD/PSD |
| Ministre de la Justice                                                    |           | Celeste Cardona             | CDS-PP  |
| Ministre de la Présidence                                                 |           | Nuno Morais Sarmento        | PPD/PSD |
| Ministre des Affaires parlementaires                                      |           | Luís Marques Mendes         | PPD/PSD |
| Ministre adjoint du Premier ministre                                      |           | José Luís Arnaut            | PPD/PSD |
| Ministre de l'Économie                                                    |           | Carlos Tavares              | PPD/PSD |
| Ministre de l'Agriculture, du Développement rural et de la Pêche          |           | Armando Sevinate Pinto      | CDS-PP  |
| Ministre de l'Éducation                                                   |           | David Justino               | PPD/PSD |
| Ministre de la Science et de l'Enseignement supérieur                     |           | Pedro Lynce                 | PPD/PSD |
| Ministre de la Culture                                                    |           | Pedro Manuel da Cruz Roseta | PPD/PSD |
| Ministre de la Santé                                                      |           | Luís Filipe Pereira         | PPD/PSD |
| Ministre de la Sécurité sociale et du Travail                             |           | António Bagão Félix         | Sans    |
| Ministre des Travaux publics, des Transports et du Logement               |           | Luís Valente de Oliveira    | PPD/PSD |
| Ministre des Villes, de l'Aménagement du territoire et de l'Environnement |           | Isaltino Morais             | PPD/PSD |

### Remaniement du 6 avril 2003
- Les nouveaux ministres sont indiqués en gras, ceux ayant changé d'attributions en italique.

| Portefeuille                                                              | Titulaire | Titulaire                                                             | Parti   |
| ------------------------------------------------------------------------- | --------- | --------------------------------------------------------------------- | ------- |
| Premier ministre                                                          |           | José Manuel Durão Barroso                                             | PPD/PSD |
| Ministre d'État Ministre des Finances                                     |           | Manuela Ferreira Leite                                                | PPD/PSD |
| Ministre d'État Ministre de la Défense nationale                          |           | Paulo Portas                                                          | CDS-PP  |
| Ministre des Affaires étrangères et des Communautés portugaises           |           | António Martins da Cruz (jusqu'au 10/10/2003) Teresa Patrício Gouveia | PPD/PSD |
| Ministre de l'Intérieur                                                   |           | António Figueiredo Lopes                                              | PPD/PSD |
| Ministre de la Justice                                                    |           | Celeste Cardona                                                       | CDS-PP  |
| Ministre de la Présidence                                                 |           | Nuno Morais Sarmento                                                  | PPD/PSD |
| Ministre des Affaires parlementaires                                      |           | Luís Marques Mendes                                                   | PPD/PSD |
| Ministre adjoint du Premier ministre                                      |           | José Luís Arnaut                                                      | PPD/PSD |
| Ministre de l'Économie                                                    |           | Carlos Tavares                                                        | PPD/PSD |
| Ministre de l'Agriculture, du Développement rural et de la Pêche          |           | Armando Sevinate Pinto                                                | CDS-PP  |
| Ministre de l'Éducation                                                   |           | David Justino                                                         | PPD/PSD |
| Ministre de la Science et de l'Enseignement supérieur                     |           | Pedro Lynce (jusqu'au 07/10/2003) Graça Carvalho                      | PPD/PSD |
| Ministre de la Culture                                                    |           | Pedro Manuel da Cruz Roseta                                           | PPD/PSD |
| Ministre de la Santé                                                      |           | Luís Filipe Pereira                                                   | PPD/PSD |
| Ministre de la Sécurité sociale et du Travail                             |           | António Bagão Félix                                                   | Sans    |
| Ministre des Travaux publics, des Transports et du Logement               |           | Carmona Rodrigues                                                     | Sans    |
| Ministre des Villes, de l'Aménagement du territoire et de l'Environnement |           | Amílcar Theias (jusqu'au 22/05/2004) Arlindo Cunha                    | PPD/PSD |